# 孙伟 (武术家)
孙伟（1955年—），原籍河北保定，现居北京，中国武术家。孙氏太极拳创始人孙禄堂第四代孙。35岁因病从学拳术于孙剑云先生。精通家传形意拳、八卦掌、孙氏太极三门拳术以及形意、八卦、太极三门的剑术。曾供职于中央党校出版社，现已退休。